# Айанист
Айанист (арм. Հայանիստ) — село в Араратской области Армении. Основано в 1831 году.

## География
Село расположено в северо-западной части марза, к западу от реки Раздан, на расстоянии 24 километров к северо-западу от города Арташат, административного центра области. Абсолютная высота — 835 метров над уровнем моря.
Климат
Климат характеризуется как семиаридный (BSk в классификации климатов Кёппена). Среднегодовая температура воздуха составляет 12,5 °C. Средняя температура самого холодного месяца (января) составляет −2,7 °С, самого жаркого месяца (июля) — 25,9 °С. Расчётная многолетняя норма атмосферных осадков — 293 мм. Наибольшее количество осадков выпадает в мае (49 мм).

## Население
По данным «Сборника сведений о Кавказе» за 1880 год в селе Каракишляг (азерб. Qaraqışlaq) Эриванского уезда по сведениям 1873 года было 77 дворов и проживало 735 азербайджанцев (указаны как «татары»), которые были шиитами. Также в селе была расположена мечеть.
По данным Кавказского календаря на 1912 год, в селе Кара-Кишляг Эриванского уезда проживало 854 человек, в основном азербайджанцев, указанных как «татары».
Согласно Постановлению Совета Министров СССР № 4083 от 23 декабря 1947 года часть жителей села Каракишляг Зангибасарского района Армянской ССР в конце 40-х—начале 50-х годов было депортировано в Азербайджанскую ССР (подробнее см. статью «Депортация азербайджанцев из Армении (1947—1950)». Несмотря на давления со стороны властей, часть жителей села сумела уклониться от депортации.
| Год переписи | Население          | Население          | Население          | Население            | Население            | Население            |
| Год переписи | Наличное население | Наличное население | Наличное население | Постоянное население | Постоянное население | Постоянное население |
| Год переписи | Всего              | Мужчины            | Женщины            | Всего                | Мужчины              | Женщины              |
| ------------ | ------------------ | ------------------ | ------------------ | -------------------- | -------------------- | -------------------- |
| 2001         | 2046               | 954                | 1092               | 2144                 | 998                  | 1146                 |
| 2011         | 2046               | 961                | 1085               | 2117                 | 1011                 | 1106                 |

| Год  | Численность | Численность |
| ---- | ----------- | ----------- |
| 1831 | 151         | [ 13 ]      |
| 1916 | 1052        | [ 13 ]      |
| 1931 | 850         | [ 13 ]      |
| 1959 | 1179        | [ 13 ]      |
| 1970 | 1843        | [ 13 ]      |
| 1979 | 1896        | [ 13 ]      |
| 2001 | 2144        | [ 13 ]      |
| 2004 | 2074        | [ 13 ]      |
| 2011 | 2117        | [ 14 ]      |